# Glitterhouse Records
Glitterhouse Records est un label de musique indépendant fondé en 1984 par Reinhard Holstein et Rembert Stiewe en Allemagne. Il est spécialisé dans le rock alternatif, l'Indie folk, la folk et certaines musiques du monde.

## Historique
Le label a été fondé par Reinhard Holstein et Rembert Stiewe qui reprirent le titre du fanzine The Glitterhouse qu'ils avaient créé en 1981.
Glitterhouse Records a publié plus de 750 disques depuis sa création.

## Artistes du label

### Artistes actuels
- Altın Gün
- Christine Owman
- Caroline Keating
- Boy Division
- Die Nerven
- Adele&Glenn
- Ben Zabo
- Andrea Schroeder
- Spain
- Nive Nielsen & The Deer Children
- Penelope Houston
- Golden Kanine
- Lobi Traoré
- The Bambi Molesters
- Mount Washington
- The Great Crusades
- Savoy Grand
- Michael J. Sheehy
- L/O/N/G
- Lilium
- Dirtmusic
- Elva Snow
- The Jeffrey Lee Pierce Sessions
- Got No Chains
- Carla Torgeson
- Chris & Carla
- Timesbold
- The Walkabouts
- Tamikrest
- Scott Matthew
- Dakota Suite
- 16 Horsepower
- Wovenhand
- Chris Eckman
- Willard Grant Conspiracy

### Anciens artistes
| - Hugo Race & True Spirit - Hobotalk - Midnight Choir - BigBang - The White Birch - Boy Omega - Seachange - David Thomas - Friends of Dean Martinez - Terry Lee Hale - Ai Phoenix - Pere Ubu - Rainer - Ben Weaver - David Munyon - Lampshade - Locust Fudge - Hip Young Things | - The Melvins - Codeine - Helmet - The Real Gone Lovers - Afghan Whigs - Mark Lanegan - Tad - Velocity Girl - Mudhoney - Green River - Shiny Gnomes - Broken Jug - Miracle Workers - Monster Magnet - Chokebore - Larry Barrett - Gary Floyd - Richard Buckner - The Minus 5 | - The Shivers - Go to Blazes - Kim Salmon - Jacobites - Steve Westfield - Nikki Sudden - Neal Casal - Jon Dee Graham - Nadine - Buddy & The Huddle - Tilman Rossmy - Johnny Dowd - Steve Wynn - Mark Olson - Howe Gelb - Hazeldine - Granfaloon Bus |